# التحالف الديمقراطي (فلسطين)
التحالف الديمقراطي كان تحالفاً بين فصائل منظمة التحرير الفلسطينية خلال الثمانينيات. كانت مكونات التحالف هي الجبهة الديمقراطية لتحرير فلسطين والجبهة الشعبية لتحرير فلسطين والحزب الشيوعي الفلسطيني وجبهة التحرير الفلسطينية (فصيل يعقوب).
عارض التحالف اتفاق عمان بين ياسر عرفات والملك حسين في عام 1985. حل التحالف بسبب انسحاب جبهة التحرير الشعبية وجبهة التحرير الفلسطينية في عام 1985 وانضم إلى جبهة الانقاذ الوطني الفلسطيني المؤيدة لسوريا بدلاً من ذلك.